# (27947) Emilemathieu
(27947) Emilemathieu (1997 NH3) – planetoida z grupy pasa głównego asteroid okrążająca Słońce w ciągu 3,79 lat w średniej odległości 2,43 j.a. Odkryta 9 lipca 1997 roku.